# Бомбейская флотилия

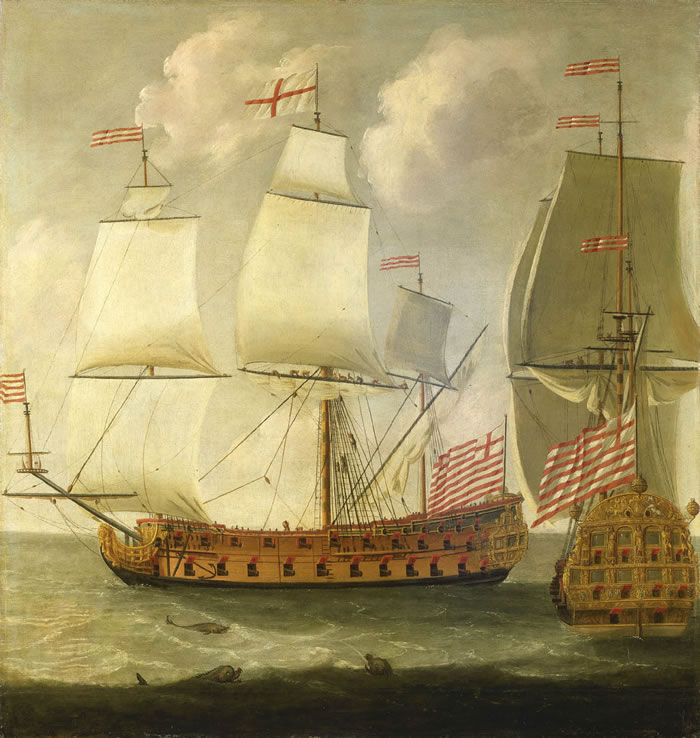
Ост-индский корабль XVIII века

Бомбейская флотилия (англ. Bombay Marine) — частный (негосударственный) военно-морской флот, созданный и содержавшийся Британской Ост-Индской компанией (далее Компания) в 1612−1934 годах, родоначальник Индийского колониального флота.

## Происхождение
В 1612 году, вскоре после образования Компании, капитан Томас Бест (англ. Thomas Best) с 4 галеонами нанес поражение португальцам у Свалли, поблизости от Сурата, Гуджарат. Вскоре на этом месте был заложен небольшой порт и организована эскадра. Компания назвала её англ. Honourable East India Company's Marine. Её зоной ответственности стали Камбейский залив и устья рек Тапти и Нармада. Первые боевые корабли прибыли 5 сентября 1612 года.

## Задачи
Основной задачей флотилии, как и частной армии Компании, была защита её интересов. Но благодаря её весу и влиянию, нередко трудно было разделить интересы Компании и интересы короны.
Прежде всего, это была защита ост-индских торговых кораблей (англ. East Indiamen) от пиратства. Когда в борьбу вмешивались местные раджи, войны с ними также ложились на флотилию. Ост-индские торговые корабли и сами имели некоторое вооружение, но его хватало только для отпугивания примитивных пиратов. Любой имевший хотя бы приблизительно современное оружие, уже представлял опасность. Поэтому и потребовались боевые корабли, обладавшие вооружением, скоростью и достаточной командой для уничтожения более серьёзного противника. Так команда 500-тонного фрегата Компании, хотя и не дотягивала для стандартных на флоте 220 человек, все же составляла где-то 160-180 моряков, что в полтора раза больше команды даже самых крупных ост-индских судов (1200 тонн).

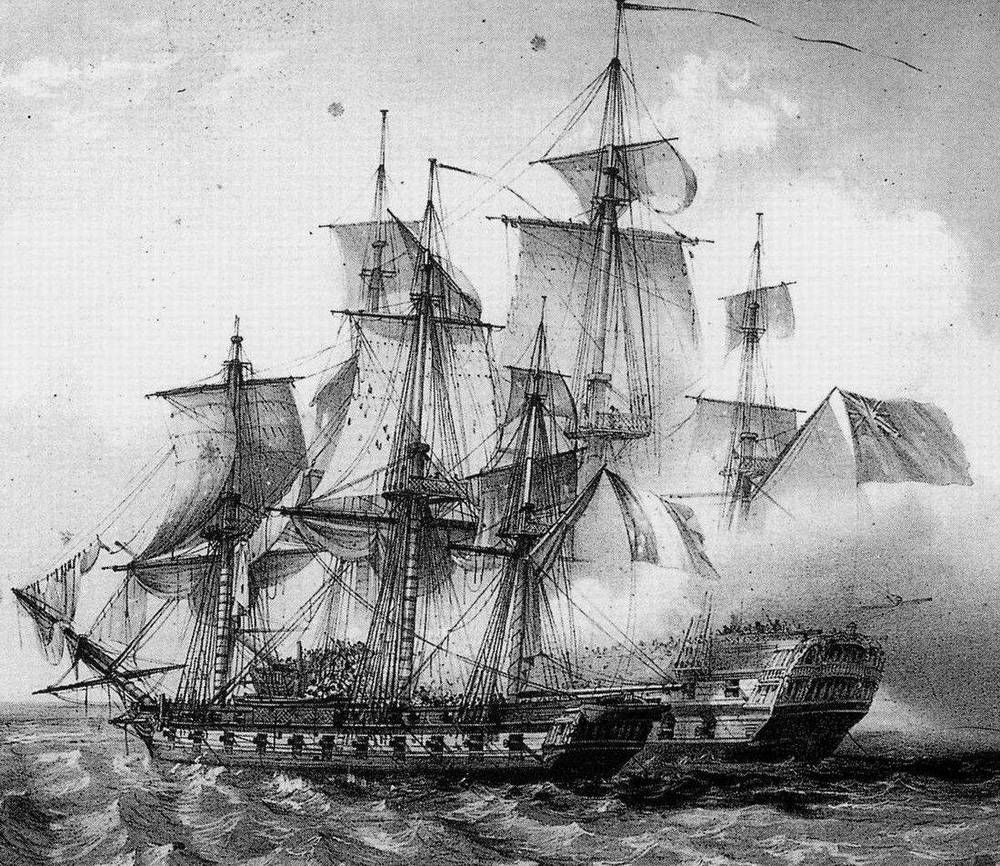
Приватир Bellone против HEICS Lord Nelson, 14 августа 1803

Борьба с другими колониальными державами, такими как Франция и Португалия, теоретически являлась основной задачей Королевского флота. Но поскольку его силы были растянуты по всем океанам, часто в нужный момент их на месте не оказывалось. Тогда Компании приходилось рассчитывать на свои силы. Но появление регулярных флотов противника было редкостью. Гораздо чаще это были отдельные крейсеры. И хотя ост-индцам редко удавалось взять верх, их нельзя обвинить в том, что они не пытались. Самый знаменитый пример — это Бой Данса 15 февраля 1804 года, но немало происходило и других поединков, например схватка корабля Warren Hastings с Piémontaise в 1806 году.
Наконец, по условиям договоров, в конце XVIII века флотилия взяла на себя защиту не принадлежащих ей «купцов» (англ. Country Trade), приписанных к индийским портам, на торговых путях от Малабарского берега в Персидский залив и обратно.
Ещё одним выгодным отличием флотилии от королевского флота являлось то, что она вела постоянные обширные гидрографические исследования и печатала более точные морские карты. Должность постоянного сюрвейера Компании была впервые учреждена в 1779 году.

## Состав и организация
Командовал флотилией назначаемый советом Компании коммодор со штабом в Сурате (с жалованьем £2500 в год), отвечавший лично перед суперинтендантом. Этот пост занимали поочередно старшие капитаны Компании. Ему подчинялись капитаны боевых кораблей в звании коммандер (в иерархии Компании они шли на ранг ниже капитанов ост-индцев). Всего офицерский корпус насчитывал около 100 человек. Суперинтенданту же подчинялась верфь в Бомбее, которой командовал мастер-аттендант.
Исходным и главным районом действий было западное побережье Индии от Бомбея до Гоа. В XIX веке он распространился дальше, вокруг мыса Коморин на Бенгальский залив на востоке и до Муската на западе. За защиту торговых путей в Китай и на Дальний Восток отвечала уже Китайская станция Королевского флота.
Основу корабельных сил составляли трёхмачтовые шлюпы и двухмачтовые бриги, как вооружённые торговые, так и построенные на заказ. В периоды кризиса их дополняли корабли, мобилизованные из числа торговых. Так, в 1812 году флотилия имела в своём составе 24-пушечный фрегат Mornington, шлюпы Aurora, Ternate, Benares, Teignmouth, Mercury и Prince of Wales, бриги Nautilus, Thetis, Psyche, Vestal, Ariel и Antelope, а также кеч Rodney и шхуны Sylph и Zephyr. Для восполнения потерь строился бомбардирский корабль Thames (1814). Наконец, в списках состоял временно мобилизованный HEICS Malabar.
В соответствии с существовавшими задачами, а также традиционно меркантильным подходом Компании, вооружение кораблей редко отвечало флотским стандартам. Число артиллерийских стволов было меньшим, чем у кораблей Его Величества того же водоизмещения, а качество их было далеко не первоклассным.
Порождением подобного подхода стала канонада — дешевая помесь длинноствольной пушки и короткоствольной карронады, не обладавшая ни дальнобойностью и точностью первой, ни разрушительной силой второй. При повсеместном переходе на чугунные пушки, во флотилии Компании долго использовались бронзовые орудия, а также вообще всё, что оказывалось под рукой.
Хорошо или плохо, но флотилия чаще всего справлялась с возложенными на неё задачами, а иногда и полностью заменяла собой регулярный флот. В момент своего наибольшего могущества (1892) она состояла из двух дивизионов — Бомбейского и Бенгальского, и насчитывала свыше 50 кораблей и судов.

## Комплектование и офицерский корпус
В качестве нижних чинов набирались добровольцы из жителей колоний, в основном китайцы и индусы-ласкары. Офицерами были британцы-служащие Компании, иногда бывшие офицеры Королевского флота. Жалование коммандера на рубеже XVIII—XIX веков составляло £500 годовых. Всё это, как и относительно хорошая ситуация с людьми, являлось постоянным источником зависти со стороны флота. В свою очередь, Компания не была в восторге от практики прессования в королевскую службу её лучших, самых подготовленных моряков. Разумеется, когда был выбор, таковые предпочитали лучше оплачиваемую и более вольготную ост-индскую службу.
Лишь в 1928 году на офицерскую должность во флотилии был принят первый индус: суб-лейтенант инженерной службы.

## Основные этапы истории

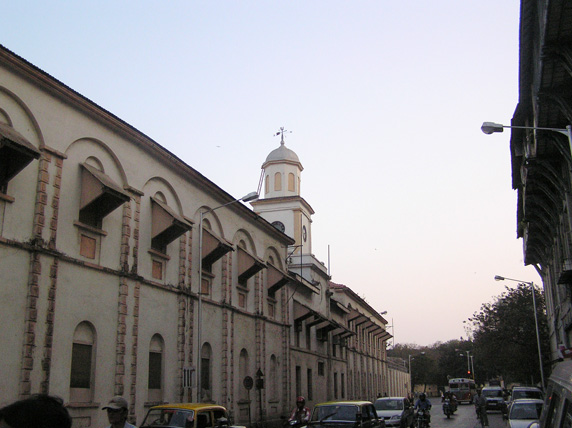
Бомбейская верфь, здание XIX в

В 1662 году англичане получили во владение Бомбей, но реально обосновались там только с 1665 года.
В 1686 году флотилия получила название Bombay Marine, так как город был центром английской торговли в регионе. В 1687 году штаб-квартира Компании в Западной Азии переместилась из Сурата в Бомбей. В том же году основана фактория в Калькутте, флотилия постепенно стала расширять район действий на Бенгальский залив.
В 1772 году начались войны против маратхов, предусматривавшие, в числе прочего, действия против местной торговли. Точно так же флотилия участвовала в войнах против сидди.
В 1779 году Александр Далримпл (англ. Alexander Dalrymple) становится первым постоянным гидрографом Компании, совмещая должность со службой в Королевском флоте.
В 1830 году по акту Парламента в Компании произошли большие перемены, которые коснулись и морских сил. К тому же флотилия была переименована в Индийский флот Его Величества: англ. His Majesty's Indian Navy.
Высадка морской пехоты в Адене в 1839 году, практически целиком обеспеченная Индийским флотом, привела к его подчинению короне и новому расширению зоны ответственности. Соответственно, из флота была выделена Индская флотилия (англ. Indus Flotilla).
Все англо-бирманские войны (1824—1885) неизменно зависели от поддержки со стороны флотилии, как в продвижении войск вверх по Иравади, так и в огневой мощи.

Вооруженный пароход HEICS Nemesis топит китайские боевые джонки 7 января 1841 года

В 1840 году по знакомому сценарию — подъём вверх по реке Минь с последующей бомбардировкой и высадкой — начались Опиумные войны с Китаем. От Компании участвовали 4 вооруженных парохода, в частности, первый в мире железный мореходный пароходофрегат «Немезида» (HEICS Nemesis).
При подавлении Сипайского восстания 1857 года артиллеристы флотилии со своими орудиями участвовали в штурме Дели.
В 1863 году флотилия приняла прежнее название Bombay Marine, и сохраняла его до 1877 года. После ликвидации Ост-Индской компании (1874), управление флотилией переходит к Британской колониальной администрации. После провозглашения Виктории императрицей Индии (1877) флотилия становится Индийской флотилией Её Величества (англ. Her Majesty's Indian Marine). В этот момент она подразделялась на два дивизиона: западный в Бомбее и восточный в Калькутте.
В 1892 году флотилия переименована в Королевскую Индийскую флотилию (англ. Royal Indian Marine). К этому времени относится её наибольший рост.
Во время Первой мировой войны флотилия поддерживала Королевский флот в своей зоне, занималась тралением мин в Индийском океане, патрулированием водных путей силами канонерских лодок и шлюпов, и перебросками войск из Индии в другие части Империи, главным образом на Ближний Восток, но также в интересах Восточно-африканского и Месопотамского фронтов.
Наконец, в 1934 году, в знак признания заслуг перед короной, флотилия получила статус Королевского Индийского флота (англ. Royal Indian Navy (RIN)), а её корабли — привилегию носить префикс HMIS (англ. His Majesty's Indian Ship). Таким образом, она стала флотом наравне с другими флотами Содружества, на чём официально закончилась её история.

## Флаги

Флаги Британской Ост-Индской компании
(1600–1707)
(1707–1801)
(1801–1874)
Red Ensign - британский торговый флаг (с 1801). Одно время использовался Бомбейской флотилией